# Hiroshi Kanazawa (futbolista)
Hiroshi Kanazawa (金澤 宏 Kanazawa Hiroshi?) fue un futbolista japonés que se desempeñaba como guardameta.
Kanazawa fue elegido para integrar la selección nacional de Japón para los Juegos del Lejano Oriente de 1934, donde disputó 2 encuentros.

## Trayectoria

### Clubes
| Club                          | País  | Año  |
| ----------------------------- | ----- | ---- |
| Universidad Imperial de Kioto | Japón | ???? |

### Selección nacional
| Selección | País  | Año  |
| --------- | ----- | ---- |
| Absoluta  | Japón | 1934 |

## Estadística de equipo nacional
| Selección de Japón | Selección de Japón | Selección de Japón |
| Año                | Part.              | Goles              |
| ------------------ | ------------------ | ------------------ |
| 1934               | 2                  | 0                  |
| Total              | 2                  | 0                  |